# タチアニーナ (小惑星)
タチアニーナ (4786 Tatianina) は、小惑星帯に位置する小惑星の一つ。ニコライ・チェルヌイフがクリミア天体物理天文台で発見した。
チェルヌイフの友人にちなんで名付けられた。
2006年3月20日から4月8日にかけて行われた光度曲線観測によって衛星が発見され、S/2006 (4786) 1という仮符号が付けられた。衛星の推定直径は 1.8 km ほどで、20 km ほど離れた軌道を 21.67 ± 0.01 時間の周期で回っている。